# اوستمارک آلمان
اوستمارک آلمان (به آلمانی: Ostmark) نام یکای پولی است که در سال ۱۹۱۸ توسط امپراتوری آلمان برای استفاده در بخشی از مناطق شرقی تحت کنترل آلمان در آن زمان، منطقه اوبر اوست، صادر شد.